# Wilhelm Leonard André du Celliée Muller
Wilhelm Leonard André du Celliée Muller (Nijmegen, 17 oktober 1887 - Oranienburg, 28 oktober 1942) was actief in het Nederlandse verzet tijdens de Tweede Wereldoorlog.

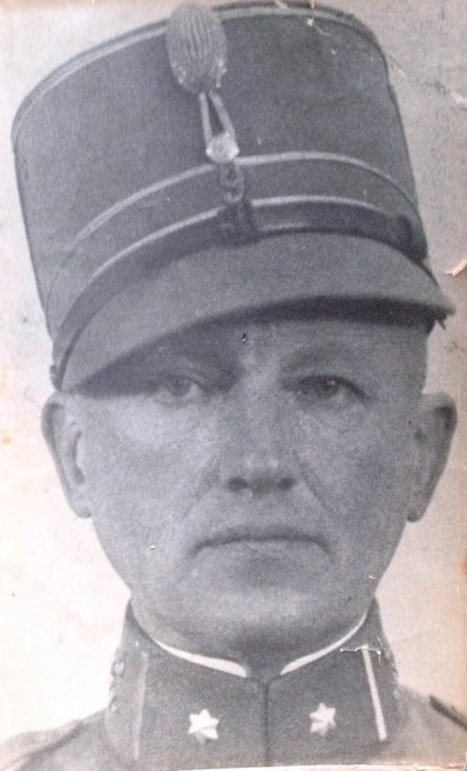
W.L.A. du Celliée Muller als majoor van de Nederlandse artillerie tijdens de mobilisatie (1939/1940)

## Familieleven
Wilhelm Leonard André du Celliée Muller werd in 1887 in Nijmegen geboren als lid van de Patriciaatsfamilie Du Celliée Muller. Zijn ouders waren de infanterieofficier Lambertus Wilhelmus du Celliée Muller en Elizabeth Jacoba van Coeverden. Hij trouwde op 14 april 1923 in Bandoeng met Frederika Wilhelmina Rotteveel, die echter op 2 januari 1930 te Malang overleed. Op 13 juli 1934 hertrouwde hij in Den Haag met de uit Duitsland afkomstige Erna Gertrud Emma Bergmann (Ihlow (Brandenburg), 21 maart 1910 – Driebergen, 15 februari 1988). Uit dit tweede huwelijk werden twee kinderen geboren: Willem Frederik en Adeline Andrea. De familie vestigde zich kort voor de Tweede Wereldoorlog in Driebergen.

## Militaire achtergrond
Als telg van een militaire familie werd hij in 1904 op de Cadettenschool in Alkmaar geplaatst, om vervolgens naar de Koninklijke Militaire Academie (KMA) in Breda te gaan. Hier werd hij opgeleid tot artillerieofficier. In 1909 werd hij benoemd tot tweede luitenant bij het Koninklijk Nederlands-Indisch Leger (KNIL) en vertrok hij naar Nederlands-Indië. Aldaar was hij onder meer betrokken bij krijgshandelingen in Atjeh. Later werkte hij als majoor bij het Departement van Oorlog in Bandoeng. In 1932 werd hij op verzoek gepensioneerd en keerde hij terug naar Nederland.

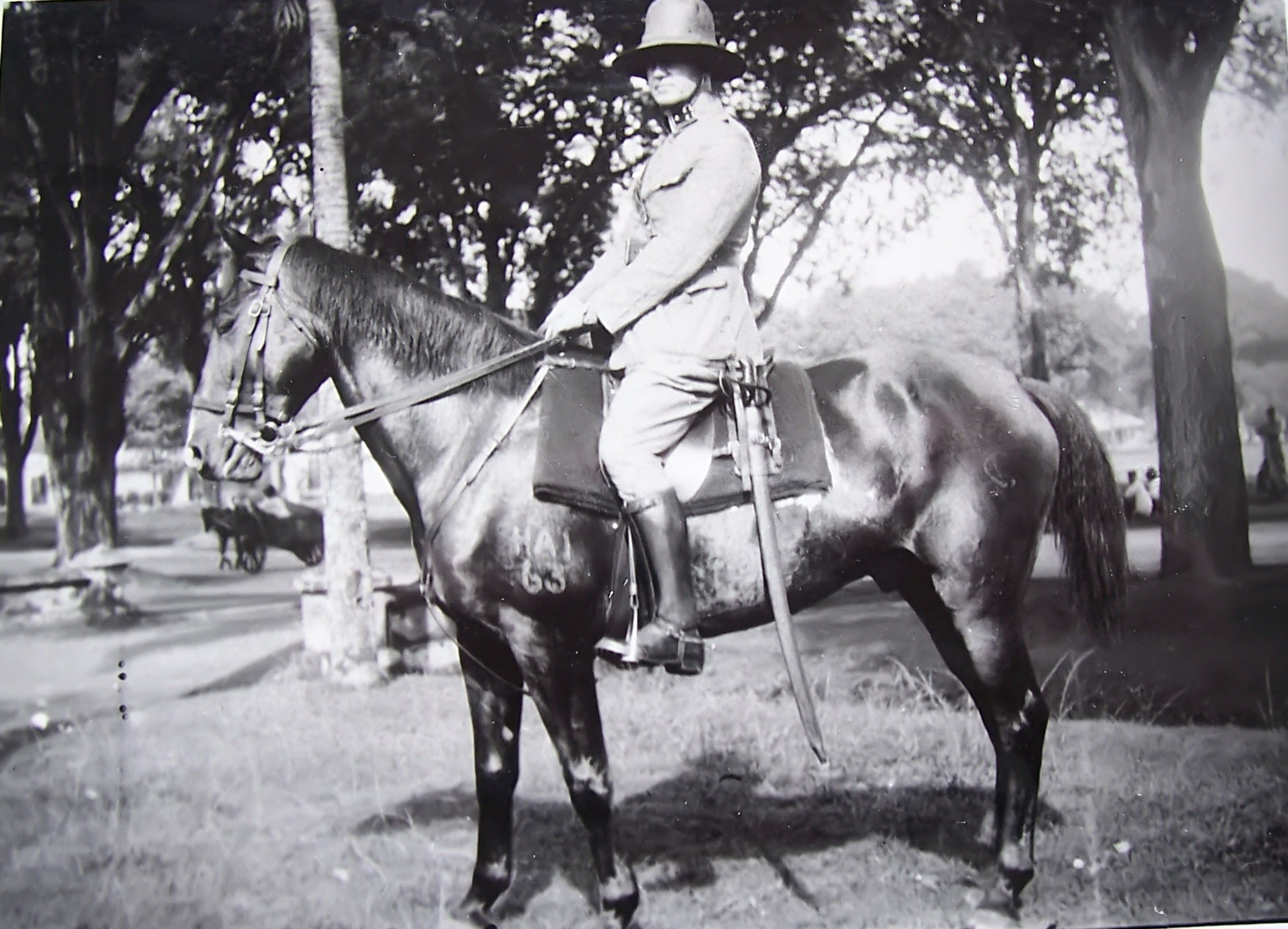
W.L.A. du Celliée Muller als kapitein van de artillerie van het Koninklijk Nederlands Indisch Leger (KNIL), Batavia, 1927

Enige jaren later werd Du Celliée Muller toch weer actief als militair: hij verzocht om weer te mogen dienen als reserve-officier omdat de toenemende oorlogsdreiging hem grote zorgen baarde. Bij Koninklijk Besluit van 11 juli 1939 werd hij benoemd tot reserve-majoor bij het 9e Regiment Motorartillerie. In die hoedanigheid maakte hij als depotcommandant in Woerden de meidagen van 1940 mee. Na de capitulatie keerde hij op 29 juni 1940 met groot verlof terug naar Driebergen. 

## Verzet
Du Celliée Muller was koningsgezind en koesterde een grote afkeer van het nationaalsocialisme. Hij toonde zijn diepe minachting ten aanzien van de bezetter openlijk: zo hees hij op de verjaardag van koningin Wilhelmina op 31 augustus 1940 de Nederlandse vlag in zijn voortuin en speelde terwijl hij dat deed het Wilhelmus op een koffergrammofoon. Het hijsen van de Nederlandse vlag was al kort na de Duitse inval verboden en een Nederlandse politieagent sommeerde Du Celliée Muller de vlag te verwijderen. Deze antwoordde: “Als je niet maakt dat je wegkomt, krijg je een kogel door de kop. Ik ga liever dood dan dat ik voor die honden kruip”. De vlag werd vervolgens pas bij zonsondergang gestreken.
Du Celliée Muller sloot zich aan bij de verzetsorganisatie de Ordedienst. Hij werd op 30 september 1941 gearresteerd door de Sicherheitspolizei, en werd overgebracht naar de gevangenis in Scheveningen (het zogenaamde Oranjehotel). Na tijdens het zogeheten eerste OD-proces veroordeeld te zijn wegens “Illegale Tätigkeit für eine verbotene Organization” werd hij via het Polizeiliches Durchgangslager Amersfoort naar Duitsland getransporteerd. Hier verbleef hij eerst in de gevangenis te Recklinghausen en vervolgens in het concentratiekamp Buchenwald. Op 13 oktober 1942 werd hij getransporteerd naar het kamp Sachsenhausen bij Oranienburg, waar hij op 28 oktober 1942 overleed.
Aan Du Celliée Muller werd postuum het Verzetsherdenkingskruis toegekend. Op 19 december 1983 werd het kruis door Prins Bernhard aan zijn weduwe uitgereikt. In 1957 besloot de gemeente Driebergen-Rijsenburg om een laan in de gemeente naar Du Celliée Muller te vernoemen.

## Trivia
Du Celliée Muller was lid van de Orde van Vrijmetselaren onder het Groot-Oosten der Nederlanden.
Na terugkeer uit Indië werd hij reserve districtscommandant van de Haagse Burgerwacht. Ook in Driebergen was hij betrokken bij de plaatselijke burgerwacht.